# 小行星23158
小行星23158（23158 Bouligny）是一颗绕太阳运转的小行星，为主小行星带小行星。该小行星于2000年2月20日发现。

## 轨道参数
小行星23158的轨道半长轴为370 227 941 km，2.4747857 UA，离心率为0.132。